# Wyry (obwód rówieński)
Wyry (ukr. Вири) – wieś na Ukrainie, w obwodzie rówieńskim, w rejonie sarneńskim, siedziba hromady. W 2001 liczyła 2063 mieszkańców.
W okresie międzywojennym wieś znajdowała się w granicach II RP, wchodząc w skład gminy Klesów w powiecie sarneńskim, w województwie wołyńskim.